# Toti Soler
Jordi Soler i Galí, conocido artísticamente como Toti Soler (Vilasar de Dalt, Barcelona; 7 de junio de 1949) es un guitarrista y cantante español, intérprete y compositor, una de las más relevantes figuras de la música contemporánea en Cataluña, ligado a la Nova Cançó. Tuvo una formación clásica con influencias del blues, el jazz y el flamenco.

## Trayectoria artística
Nació en 1949 en la ciudad de Vilasar de Dalt, población situada en la comarca barcelonesa del Maresme, hijo del médico (y músico aficionado) Jordi Soler Bachs. Realizó sus estudios como músico en el Conservatorio Superior de Música de Barcelona y posteriormente en el "Spanish Guitar Center" de Londres en 1969. A principios de los años 1970, viajó a Morón de la Frontera, Sevilla, para estudiar guitarra flamenca con Diego del Gastor. Con la formación Pic-nic tuvo un éxito importante en 1967, cantado por Jeanette. Posteriormente formó el grupo Om, con el teclista Jordi Sabatés, el baterista  Peter Hodkingson, el contrabajista Manuel Elías y otros, que introdujo un sonido progresivo, que luego derivó hacia el jazz-fusión. Om participó en la grabación del disco Dioptria de Pau Riba, considerado una obra maestra del rock en Cataluña y en España. Posteriormente, abandona la guitarra eléctrica por la acústica e inicia una carrera en solitario, que ha producido excelentes grabaciones.
En 1973, inicia una colaboración con el cantante Ovidi Montllor que, con el tiempo, llegaría a ser una de las relaciones artísticas más enriquecedoras del panorama de la canción catalana. Durante veinticinco años grabaron discos, hicieron recitales, incluido un mítico concierto en el Teatro Olympia de París, y elaboraron diversos espectáculos sobre la obra de poetas como Joan Salvat-Papasseit, Vicent Andrés Estellés o Josep Maria de Sagarra.
Al margen de la carrera musical al lado de Ovidi Montllor, la discografía de Toti Soler tiene más de 25 discos, y es una muestra de la diversidad de su obra, desde los inicios en solitario o con los grupos Pic-nic, Brenner's Folk i Els Xerracs y posteriormente con Om hasta las últimas interpretaciones basadas en la tradición popular catalana, pasando por las colaboraciones con otros intérpretes como Léo Ferré, Taj Mahal (músico), Jordi Sabatés, Cinta Massip, Ester Formosa, Francesc Pi de la Serra, Pascal Comelade, Maria del Mar Bonet, Pau Riba y Gemma Humet. Toti Soler es el máximo exponente de la guitarra en Cataluña.
En 1986, Televisión Española emitió una actuación suya en trío de jazz, con contrabajo y batería con escobillas: de lo más logrado que se haya oído en cuanto a la mezcla del jazz y el flamenco. Ese mismo verano, se proyectó una actuación suya con el mismo formato en un local de Madrid, pero a última hora, ya con algunos instrumentos en el escenario, se canceló misteriosamente. En 2005 recibió el Premio Nacional de Música de Cataluña, otorgado por la Generalidad de Cataluña, por sus discos "L'arxiver de Tortosa", "Racconto" y "Guitarra i cançons", y en 2006 fue galardonado con la Creu de Sant Jordi.
En el 2007 y el 2008, participa con su música en directo en la versión teatral del poema 'Coral romput' de Vicent Andrés Estellés con dirección de Joan Ollé y en diferentes teatros catalanes. De este poema ya había grabado con Ovidi un doble LP de título 'Ovidi Montllor diu Coral romput', disco que sería reeditado en CD en 2007. También en 2008 y con su CD 'Vida més alta' (K Industria Cultural), nombre de una poesía de Joan Vinyoli, uno de sus poetas preferidos, se cierra el ciclo de las tres vidas: 'Vita nuova', 'Vida secreta' y 'Vida més alta'.
En 2013 se publica el documental 'Toti Soler. D'una manera silenciosa', dirigido por Àngel Leiro y Jordi Turtós y producido por TV3. A lo largo de su trayectoria, Toti Soler ha actuado en algunas de las salas más prestigiosas de países como Suiza, Francia, Italia, Alemania, Polonia, Suecia, Brasil y Estados Unidos, entre muchos otros. En la década de los años 2010 su producción discográfica continua a buen ritmo, publicando un total de siete discos.

## Discografía
- Petita festa (single, 1968) como Jordi Soler
- Hi ha gent (single, 1970) como Jordi Soler
- Om (single, 1971)
- Excusa (ep, 1971)
- Liebeslied (1972)
- Jordi Sabatés i Toti Soler (1973)
- El gat blanc (1973)
- El cant monjo (1975)
- Desdesig (1977)
- Laia (1978)
- Lonely Fire (1979)
- Epigrama (1985)
- Supernova (1988)
- La cigonya Guita (1993) - Cuento de Jordi Jané con música de Toti Soler
- Lydda (1994)
- M'aclame a tu (1997) - Toti Soler y Ester Formosa
- Vinya Laia (1998)
- Diuen i canten Miquel Martí i Pol. Per molts anys! Bon profit! (1999) - Toti Soler y Cinta Massip
- Cançons (2000)
- Vita nuova (2002)
- L'Arxiver de Tortosa (2004) - Toti Soler y Ester Formosa
- Guitarra i cançons (2004)
- Racconto (2004)
- Deu catalans i un rus (2005) - Toti Soler, Ester Formosa y Carles Rebassa
- Vida secreta (2005)
- Poemes & guitarra (2007)
- Vida més alta (2008)
- L'amant (2009)
- Tres vides (2009)
- Raó de viure (2011)
- El teu nom (2013)
- Celebrem 20 anys de Mediapro (Sílvia Pérez Cruz - Toti Soler). DVD del concierto ofrecido junto al guitarrista Toti Soler en el Palau de la Música Catalana de Barcelona (14 de febrero de 2014) editado por Mediapro en Edición Especial, incluye 13 temas. (2014)
- El temps que s'atura (2015)
- Transparències (2016)
- Twins (2017)
- Petita festa - Toti Soler y Gemma Humet (2018)
- Cançons disperses (2019)
- Fill de la fortuna (2022)